# Abanali, Khanapur
Abanali là một làng thuộc tehsil Khanapur, huyện Belgaum, bang Karnataka, Ấn Độ.